# Centroclisis lineatipennis
Centroclisis lineatipennis is een insect uit de familie van de mierenleeuwen (Myrmeleontidae), die tot de orde netvleugeligen (Neuroptera) behoort. 
Centroclisis lineatipennis is voor het eerst wetenschappelijk beschreven door Péringuey in 1910.